# Arne Jacobsen (Bogenschütze)
Arne Erik Jacobsen (* 12. Juni 1942 in Aarhus) ist ein dänischer Bogenschütze.
Jacobsen nahm an den Olympischen Spielen 1972 in München teil und erreichte den 8. Platz im Einzelwettkampf. Vier Jahre später bei den Spielen in Montreal belegte er im Einzelwettkampf Rang 25. Sein Heimatverein ist Fredrikshavn Bueskytteforening.